# Taquaruçu do Sul
Taquaruçu do Sul é um município brasileiro do estado do Rio Grande do Sul.